# Sant Martí Vell de Santa Pau
Sant Martí Vell de Santa Pau és una església de Santa Pau (Garrotxa) inclosa a l'Inventari del Patrimoni Arquitectònic de Catalunya.

## Descripció
Sant Martí Vell és una capella situada prop del nucli de Santa Pau, a 1 km de la carretera d'Olot a Banyoles, en una zona de bosc. És una església molt reformada al llarg dels segles. És de carreus molt ben escairats, una sola nau i un sol absis semicircular amb arc triomfal del que surt una línia d'impostes. Posteriorment es va construir un cor, la sagristia i una pallissa que amaga part de la façana de ponent. La volta és apuntada i actualment es troba enguixada i pintada. L'altar també és de guix, de línies neoclàssiques. La portalada de la façana de migdia és formada per quatre arcs en gradació, llinda i timpà llis. L'antic campanar d'espadanya de la façana de ponent va ser reconvertit en torre.
Hi són venerats cinc Sants de fàbrica olotina: el Sagrat Cor, Sant Martí, Santa Apol·lònia, Santa Margarida i la Verge de la Salut. Sota l'actual altar s'han realitzat recerques arqueològiques per tal de trobar la base d'un possible monument pagà.

## Història
Va ser edificada molt abans del segle x, i fou consagrada l'any 989,pel bisbe de Girona però hi ha llegendes i tradicions que situen els seus inicis en època visigòtica. Els historiadors creuen que no fou realment la primera església, fet que es defensa la troballa d'un sòcol de tomba romana i un crani amb la punta d'una sageta incrustada.
Que Sant Martí hagués estat parròquia no s'ha pogut comprovar, ni consta al registre de parròquies del Capítol de Girona, on hi són relacionades des de l'any 1362. La suposició de que hagués estat parròquia és per l'existència d'un cementiri.